# Союз (космічний корабель)

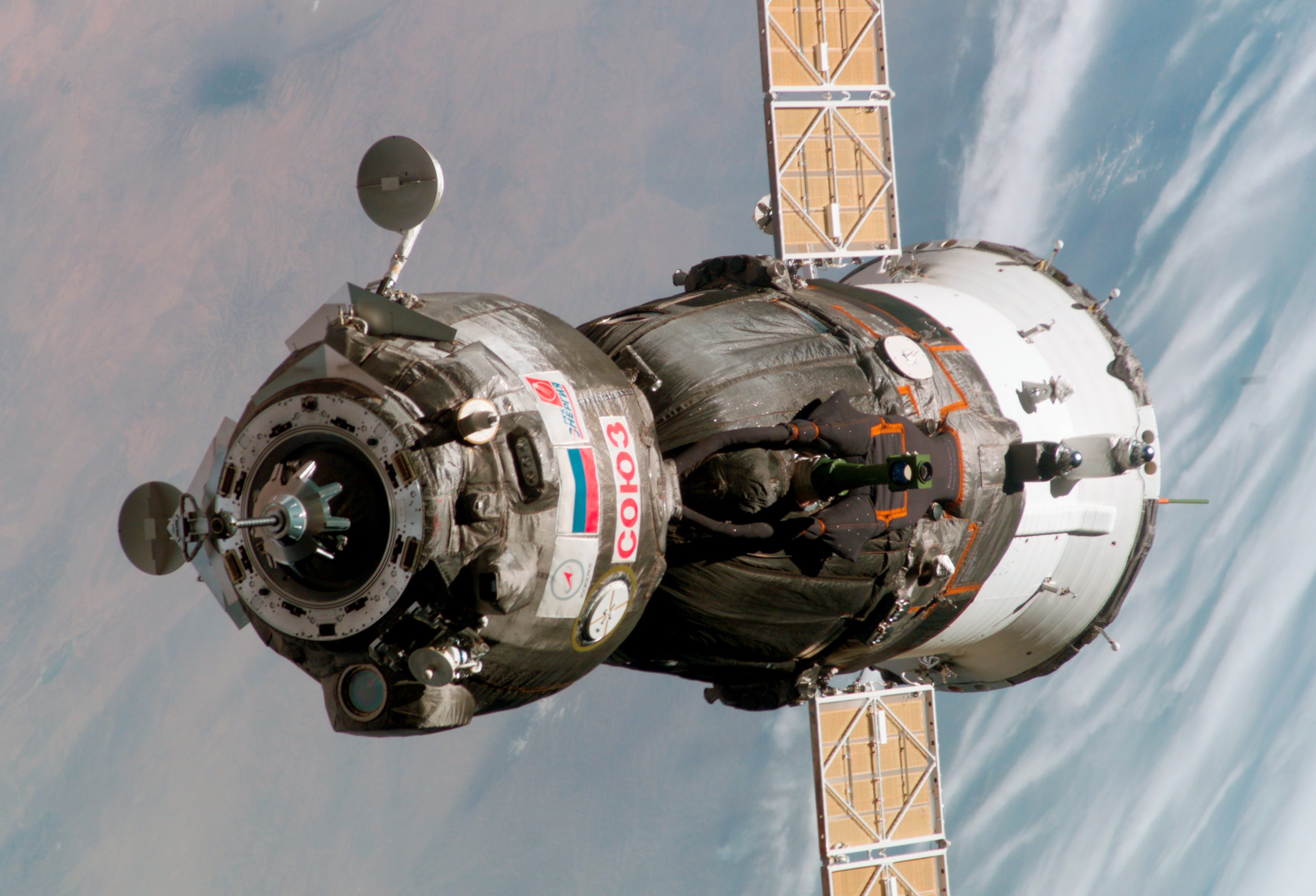
«Союз ТМА-6» наближається до МКС

«Союз» (рос. «Союз») — назва родини радянських, тепер російських, багатомісних пілотованих космічних кораблів для доставки екіпажів і вантажів на орбітальні станції.
Також на основі корабля створили вантажний корабель Прогрес.
Розробником і виробником кораблів сімейства «Союз» з 1960-их і донині є Ракетно-космічна корпорація «Енергія» імені С. П. Корольова. Виробництво кораблів здійснюється на головному підприємстві корпорації в підмосковному місті Корольов, а випробування і підготовка кораблів до запуску — у монтажно-випробувальному корпусі підприємства на 254-му майданчику космодрому Байконур.

## Історія
Розробку радянських пілотованих кораблів спершу здійснювали тільки інженери конструкторського бюро Корольова. У бюро створили пілотований корабель Восток, на якому здійснили перший політ у космос.

### Дослідження пілотованого обльоту Місяця
1959 під керівництвом Тихонравова почалися дослідження пілотованого обльоту Місяця. Планувалося використання ракет-носіїв, похідних від міжконтинентальної балістичної ракети Р-7 розробки цього ж бюро. Очікувана вантажність до 6 тонн змусила планувати збирання на низькій навколоземній орбіті навколомісячного апарата з кількох частин. Для цього слід було розробити методи зближення, стикування і дозаправки у космосі.
У бюро з'явилися різні варіанти форми спускного апарата: крилаті, кулясті, еліптичні, кулясто-конічні, конічні. На запит Корольова до кінця 1959 Центральний аерогідродинамічний інститут проаналізував аеродинамічні властивості цих форм на різних кутах атаки і швидкостях М0,3-25 (від дозвукових до надзвукових). Балістичний апарат мав найбільший діаметр 2,5 м, загальний внутрішній об'єм 3-3,5 м3 і герметичний об'єм 2-3 м3. Окремо оцінювалася аеродинаміка різних варіантів крісел-катапульт або капсул діаметром 0,9 м і довжиною 1,85 м.
До кінця 1960 з'ясувалося, що крилаті апарати будуть заважкими для носія Р-7 і перегрів при входженні в атмосферу неможливо усунути наявними технологіями.
Траєкторія входження в атмосферу при поверненні від Місяця з аеродинамічною якістю 0,2 дозволяла достатньо зменшити перевантаження, при цьому капсула пролітала від 3 тис. до 7 тис. км від точки входу в атмосферу і приземлялася на радянській території. За наявної точності наведення аеродинамічна якість зростала до 0,3 для забезпечення достатньої маневровості, щоб капсула приземлилася з відхиленням до 50 км від запланованої точки посадки.
1960 для зменшення маси спускного апарата пропонувалася схема з двох модулів, як в Аполлона.
1960—1961 дослідження під індексом Л-1 планували автоматичні зближення і стикування кількох блоків і використання маніпуляторів для їхнього збирання.
1961—1962 у дослідженнях вирішили конструювати корабель з чотирьох частин. Згори донизу розташовувалися модулі: житловий, посадковий, приладно-рушійний, зближувальний (відстрілюваний після стикування). Для порятунку екіпажу на старті найкраще розташувати капсулу на вершині носія. Використання двох модулів за такою схемою потребувало встановити перехідній люк у теплозахисному щиті для переміщення екіпажу. Інженери бюро Корольова відкинули ідею порушити цілісність теплозахисного щита.
1962 було обрано форму спускного апарата: згори напівсфера, яка переходить у частково конічний (7 градусів) сегмент, а знизу теплозахисний щит у формі сегмента сфери.

### Ескізний проєкт
У грудні 1962 Корольов затвердив ескізний проєкт Союзу, за яким навколомісячний пілотований корабель Союз-А (7К) виводився на орбіту навколо Місяця розгінним блоком Союз-Б (9К), для заправки якого використовувався танкер Союз-В (11К). Щоб отримати фінансування від Міністерства оборони, в проєкті пропонувалися дві додаткові модифікації: Союз-П (рос. Перехватчик, перехоплювач) і Союз-Р (рос. Разведчик, розвідник). Для виведення Союзу-П на орбіти висотою до 6 тис. км використовувався танкер Союз-В.
1963 ОКБ-1 працювало над проєктами тримісного корабля Восход (3КВ) і двомісного Восход-2 (3КД), величезною ракетою-носієм Н1 (11А52) і її меншими варіантами Н11 (11А53) і Н111 (11А54), і кількома безпілотними апаратами.
20 березня 1963 експертна комісія розглянула ескізний проєкт і затвердила розробку корабля 7К в ОКБ-1, передавши розробку апаратів 9К і 11К до інших конструкторських бюро, а військові варіанти до самарського відділу ОКБ-1. На військові варіанти виділили достатнє фінансування і недостатнє — на місячний корабель. Для польоту кораблів Союз А-Б-В слід було виконати п'ять успішних автоматичних стикувань. На той час це здавалося неможливим, тому було обрано проєкт Челомея, за яким одномісний корабель ЛК-1 для обльоту Місяця одним запуском виводила ракета-носій «Протон» (УР500К-Л1).
3 серпня 1964 постановою ЦК КПРС і Ради Міністрів СРСР «Про роботи з дослідження Місяця і космічного простору» головним розробником пілотованого корабля для обльоту Місяця було визначено ДКБ-52 (генеральний конструктор Володимир Челомей), головним розробником пілотованого корабля для посадки на Місяць було визначено ОКБ-1 (генеральний конструктор Сергій Корольов), проєкт 7К-9К-11К скасовувався.
На базі 7К ОКБ-1 почало створювати 7К-ОК — багатоцільовий тримісний орбітальний корабель для відпрацювання операцій маневрування і стикування на навколоземній орбіті.
14 жовтня 1964 Хрущова усунули від влади і Челомей втратив покровителя.
25 жовтня 1965 ОКБ-1 знову отримало проєкт пілотованого обльоту Місяця. Корабель 7К-Л1, створений на базі 7К-ОК, виводився ракетою-носієм УР500К на орбіту Землі, а до Місяця розганявся блоком Д з ракети-носія Н1.

### Випробування
Випробування 7К-ОК почалися 1966 року. Перші три безпілотні запуски були невдалими і виявили значні недоліки в конструкції корабля: 7К-ОК № 2 або Космос-133 самознищився при вході в атмосферу, в 7К-ОК № 1 після відкладеного старту спрацювала система аварійного порятунку і  ракета вибухнула на стартовій споруді, 7К-ОК № 3 або Космос-140 потонув після посадки.
4-ий запуск з Володимиром Комаровим (Союз-1). Наступного дня мали запустити «Союз-2» з екіпажем із 3 осіб, 2 космонавтів з нього перейдуть крізь відкритий космос до «Союзу-1». Після виходу корабля на орбіту не розкрилась одна з двох панелей сонячних батарей і корабель не отримував достатньо електроенергії. Вирішено достроково припинити політ. Не розкрились парашути. Спускний апарат врізався у поверхню Землі. Космонавт загинув від удару.
Нові правила виробництва вимагали видалити контейнери з парашутом зі спускного апарата перед відправкою в автоклав.
1968-го відбулося перше автоматичне стикування двох «Союзів», потім — пілотоване, а потім груповий політ трьох кораблів одразу і довготривалий політ.

### Союз-Контакт
Також готувався до польотів варіант корабля «Союз-Контакт» для відпрацювання систем стикування кораблів-модулів 7К-ЛОК і ЛК місячного експедиційного комплексу Л3. У зв'язку з недоведенням місячно-посадкової програми Л3 до стадії пілотованих польотів, необхідність польотів Союз-Контакту відпала.

### Союз 7КТ-ОК
1969 року почалося створення довгострокової орбітальної станції. Для доставки екіпажу в найкоротші терміни зробили корабель 7КТ-ОК (Т — транспортний). Він відрізнявся стикувальним вузлом з внутрішнім люком-лазом. Політ корабля автономно тривав до 3 діб, у складі орбітальної станції — до 60 діб. Четвертий політ корабля цього типу (Союз-11) закінчився трагедією — через розгерметизацію на ділянці спуску загинули Георгій Добровольський, Владислав Волков і Віктор Пацаєв оскільки були без скафандрів для зменшення маси корабля.

### Союз 7К-Т
Корабель переробили — змінили компонування спускного апарата для розміщення космонавтів у скафандрах. Через зростання маси систем життєзабезпечення новий варіант корабля 7К-Т став двомісним і позбувся сонячних батарей. Цей корабель став «робочою конячкою» радянської космонавтики 1970-их: 29 експедицій на станції «Салют» і «Алмаз». Його версія 7К-ТМ (М — модифікований) використовувалася у спільному польоті з американським «Аполлоном» за програмою ЕПАС.
Чотири кораблі «Союз», які стартували після аварії Союза-11 мали у своїй конструкції сонячні батареї різних типів, це були інші версії корабля «Союз»: 7К-ТМ (Союз-16/Союз-19), 7К-Т-АФ(Союз-13), 7К-Т-МФ6 (Союз-22).

### Союз 7К-С
Наприкінці 1960-их почалося проектування корабля 7К-С для потреб Міністерства оборони СРСР. Він відрізнявся значно вдосконаленими системами (цифрова ЕОМ, нова система управління, об'єднана рушійна установка). Потім від військового використання відмовилися на користь перспективнішої серії кораблів ТКС і модифікація 7К-СТ, «Союз T» (Т — транспортний) літала до станцій Салют-6 і Салют-7. Вдосконаливши спускний апарат вдалося збільшити екіпаж до трьох осіб у скафандрах і додати сонячні батареї.

### Союз ТМ
Подальша еволюція систем корабля призвела до модифікації «Союз ТМ»: нова рушійна установка, покращена парашутна система, система зближення тощо. Перший політ здійснений 1986 року до станції «Мир», а останній 2002-го до МКС.

### Союз ТМА
З 2002-го до 2012-го використовувався «Союз TMA» (А — антропометричний). Корабель доопрацювали для польотів на МКС, в ньому могли працювати космонавти, які не помістилися б у «Союз TM» за зростом. Для вишукування резервів пульт космонавтів замінили новим, з сучасною елементною базою, поліпшили парашутну систему, зменшили теплозахист. Останній запуск корабля цієї модифікації відбувся 14 листопада 2011-го (Союз ТМА-22).

### Союз ТМА-А
Надалі на кораблі нового типу («Союз TMA-М») планується замінити БЦОМ (вона буде легше на 68 кг) та деякі бортові системи комплексу управління для поліпшення інтеграції з бортовою системою управління МКС, а також розширення можливостей корабля в автономному польоті. Перший політ корабля цього типу з екіпажем на борту відбувся 7 жовтня 2010 року.

## Структура

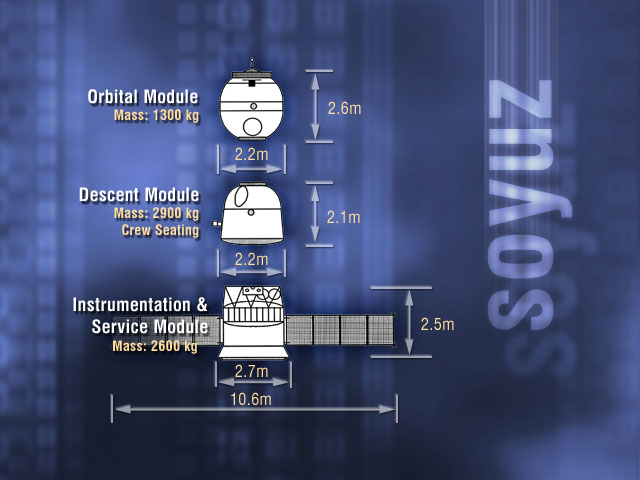
Згори донизу: ПВ, СА і ПАВ

Кораблі серії складаються з трьох частин: приладно-агрегатного відсіку (ПАВ), спускного апарата (СА), побутового відсіку (ПВ).

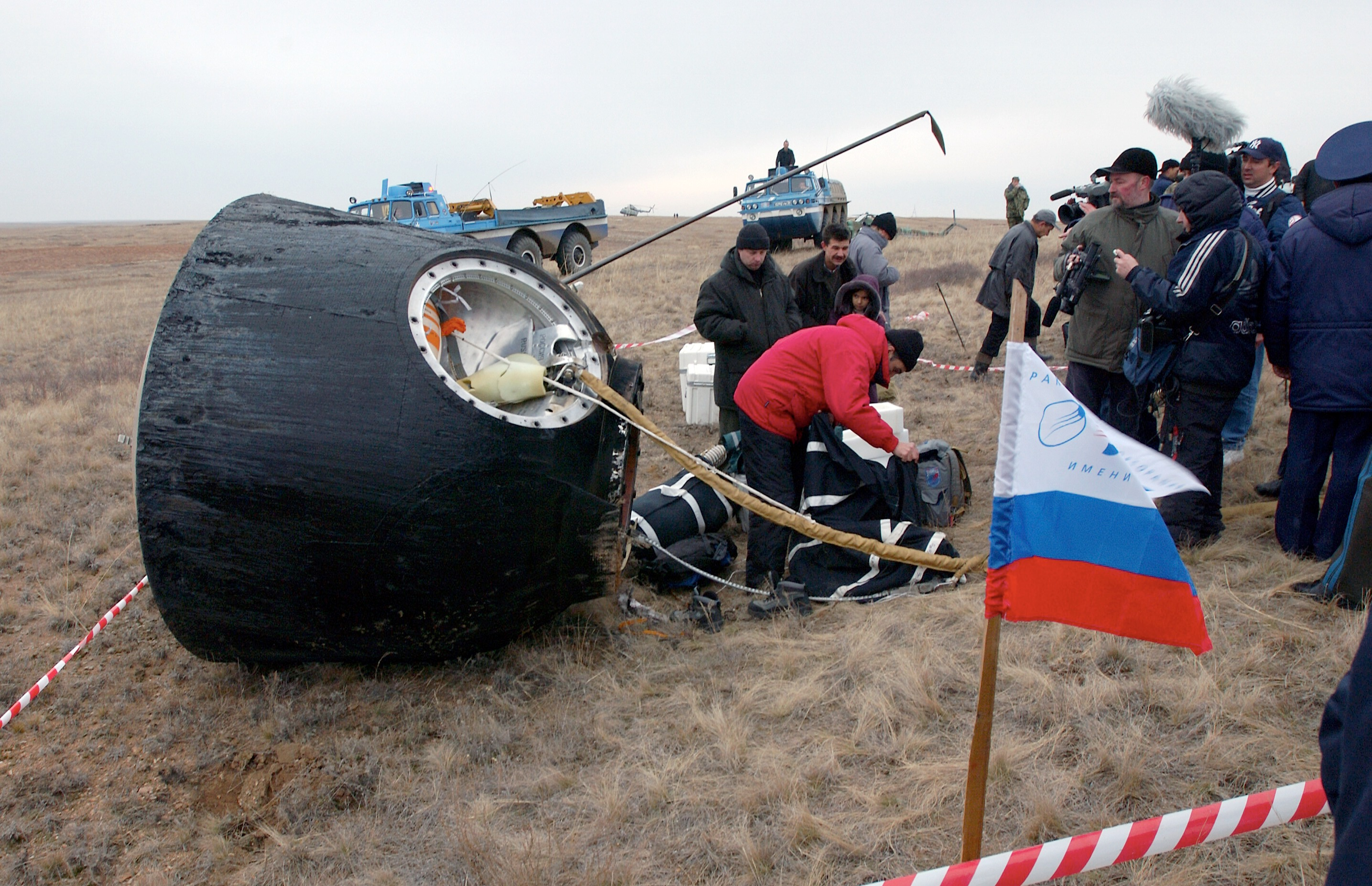
Спускний апарат «Союз-ТМА-2» після приземлення

В спускному апараті розташовані місця для космонавтів, системи життєзабезпечення, керування, парашутна система. Довжина відсіку 2,24 м, діаметр 2,2 м, житловий об'єм 3,5 кубометри. Під теплозахисним екраном розташовані двигуни м'якої посадки, ззовні — перекисні двигуни керування спуском, які керують орієнтацією СА під час польоту в атмосфері. Це дозволяє використовувати аеродинамічні властивості СА і знизити перевантаження. В СА крім космонавтів можна повернути на землю 100 кг вантажу («Союз-ТМА»). СА вкритий теплозахистом на основі абляційних матеріалів.